# Comuna Padise
Padise (în germană Padis) este o comună (vald) din Comitatul Harju, Estonia.
Comuna cuprinde 24 de sate.
Reședința comunei este satul Padise (Padise). Localitatea a fost locuită de germanii baltici.

## Localități componente (Sate)
- Padise (Padise)
- Alliklepa
- Altküla
- Audevälja
- Änglema
- Harju-Risti (Kreuz in Harrien)
- Hatu (Hattoküll)
- Karilepa
- Kasepere
- Keibu
- Kobru
- Kurkse
- Kõmmaste
- Laane
- Langa
- Madise
- Metslõugu
- Määra
- Pae
- Pedase
- Suurküla
- Vihterpalu (Wichterpal)
- Vilivalla
- Vintse